# Am Mississippi
Am Mississippi (OT: En remontant le Mississipi) ist ein Comic-Band der Lucky-Luke-Reihe. Er wurde von Morris gezeichnet und von René Goscinny getextet. Der Comic erschien zuerst 1959 in Fortsetzungen im belgischen Magazin Spirou und 1961 als Album bei Dupuis. Er wurde in deutscher Sprache als 15. Band des Fix und Foxi Album veröffentlicht und erschien 1979 als Band 20 des Ehapa-Verlags beziehungsweise zu Beginn: des Delta-Verlages, einer Kooperation von Ehapa und Dargaud.

## Handlung
In New Orleans gerät Lucky Luke in eine hitzige Diskussion zwischen den beiden Raddampfer-Kapitänen Lowriver und Barrows, die hauptsächlich mit mehr oder weniger geeigneten Wurfgeschossen geführt wird. Als Kapitän Lowriver zwecks argumentativer Unterstützung zu einer Schusswaffe greift, mischt sich Lucky Luke ein und bereinigt die Situation. Lowriver schlägt daraufhin Barrows eine Wettfahrt ihrer beiden Schiffe von New Orleans den Mississippi hinauf bis nach Minneapolis vor. Der Sieger soll das alleinige Recht haben, den Mississippi zu befahren. Barrows, der seiner Daisy Belle den Sieg über Lowrivers Asbestos D. Plower zutraut, befürchtet, dass Lowriver Übles plant und bittet Lucky Luke um Hilfe. Am nächsten Tag starten die beiden Schiffe ihre Wettfahrt. Und Lowriver heuert in der Tat zwielichtige Gestalten an, die die Fahrt der Daisy Belle verzögern oder beenden sollen. Die Gefahren durch diese Personen kann Lucky Luke mehr oder weniger elegant beseitigen, doch auch der launische Mississippi selbst erweist sich als tückisch. Niedrigwasser, Hochwasser und am Ende treibende Baumstämme behindern die Fahrt. Durch die Aktionen von Lowrivers Saboteuren liegt die Daisy Belle bei St. Louis zurück. Lucky Luke reitet auf Jolly Jumper nach Dubuque, holt die Asbestos D. Plower ein und zwingt Lowriver auf die Daisy Belle zu warten. Auf der letzten Etappe nach Minneapolis holen beide Kapitäne das Letzte aus ihren Maschinen heraus. Um mehr Druck im Kessel zu erzeugen, blockiert Lowriver ein Sicherheitsventil und sein Kessel explodiert. Die Daisy Belle gewinnt das Rennen.

## Historischer Hintergrund

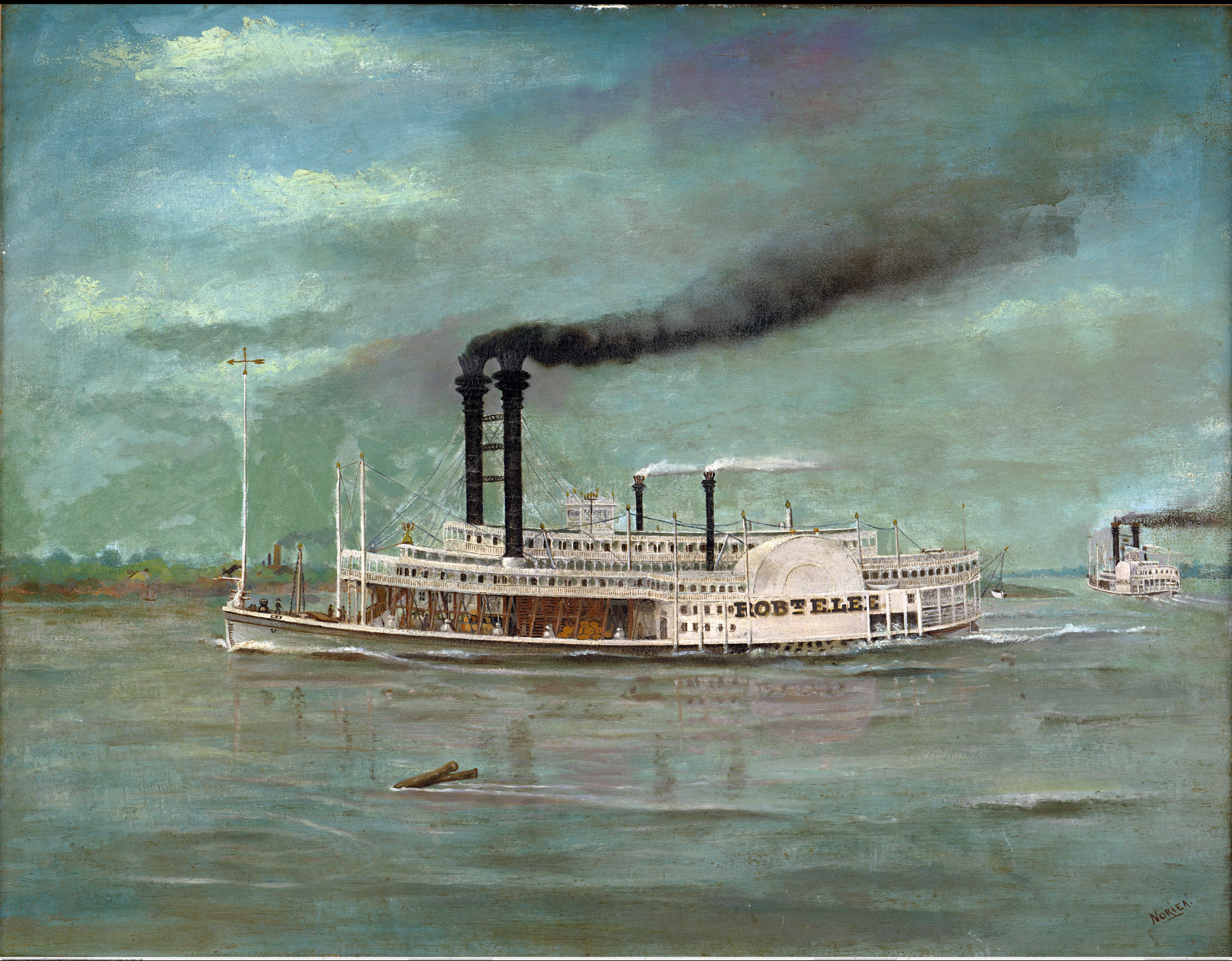
Ölgemälde der Robert E. Lee von August Norieri

Im Jahr 1870 gab es das Dampfschiffrennen Robert E. Lee gegen Natchez auf dem Mississippi. Die Strecke war etwa die Hälfte der des Comics, sie ging nur bis St. Louis, etwa 1100 km. Das Rennen selbst war auch weniger spannend. Es war ein Start-Ziel-Sieg für die Robert E. Lee, die allerdings im Gegensatz zur Natchez, die als das schnellste Schiff galt, ohne Fracht und Passagiere fuhr. Der Anlass der Wettfahrt soll ebenfalls ein Streit zwischen den beiden Kapitänen gewesen sein.

## Verfilmung
Am Mississippi wurde 1984 als vierte Episode der Zeichentrickserie Lucky Luke verfilmt.

## Nachweise
1. ↑  Am Mississippi im comicguide
2. 1 2  Natchez vs Robert E. Lee Steamboat Race (Memento vom 10. Juli 2004 im Internet Archive)
3. ↑  John Brunner: Mississippi: Das große Dampfbootrennen von 1870 S. 540 (Nachwort), Bastei-Lübbe, 1988, ISBN 3-404-28168-3
4. ↑  En remontant le Mississippi (französisch) (Memento vom 31. August 2004 im Internet Archive)
5. ↑  En remontant le Mississipi bei IMDb